# 巴姆島

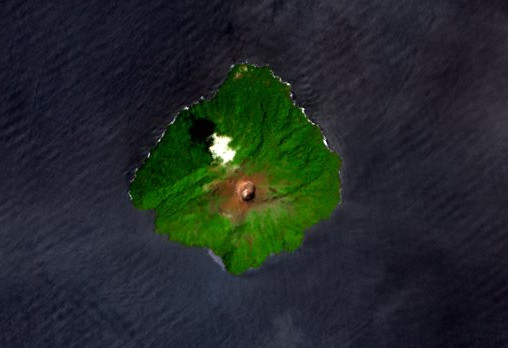
巴姆島

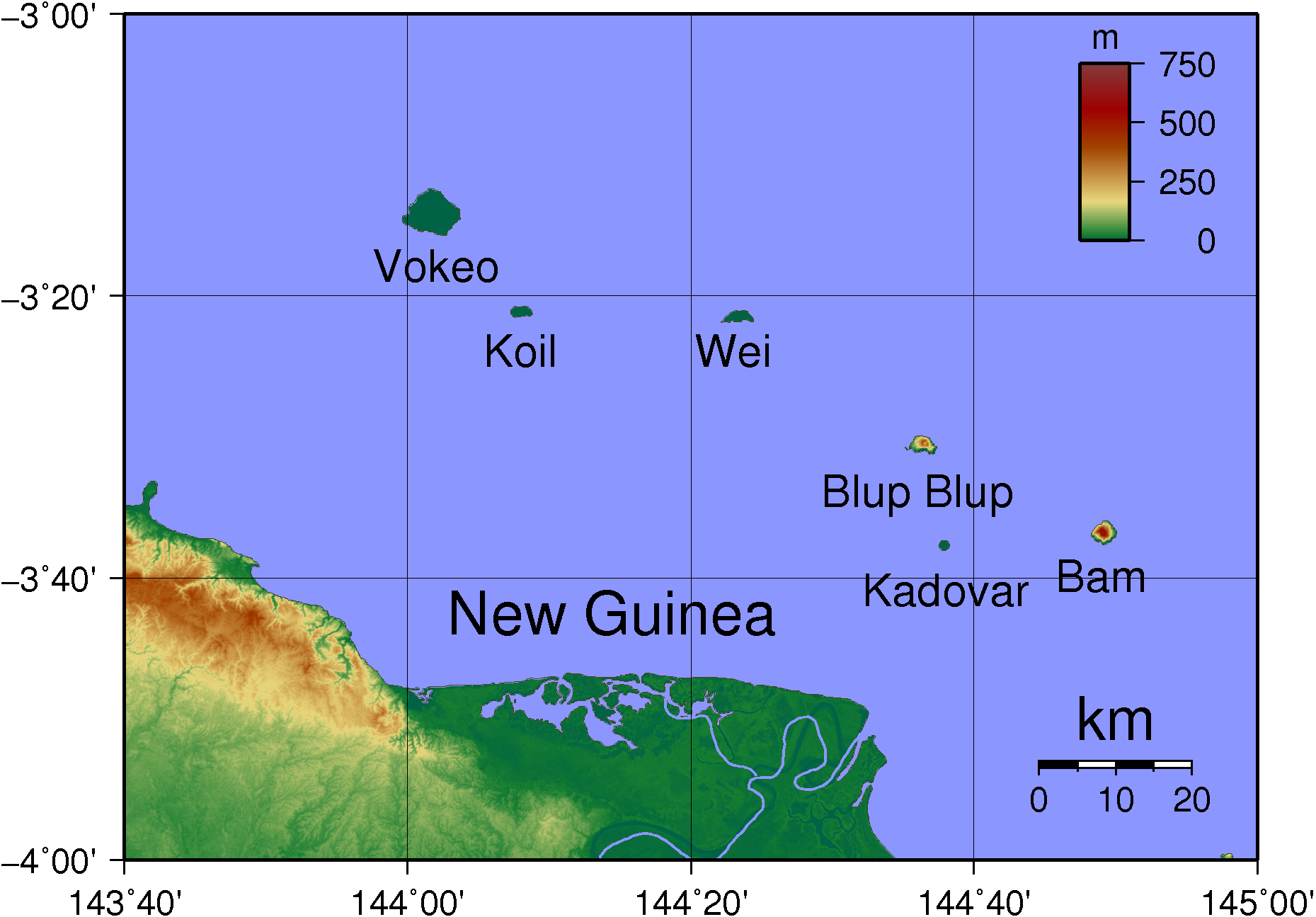
斯考滕群島地圖

巴姆島（Bam Island）是巴布亞新畿內亞東塞皮克省的島嶼，位於新畿內亞島以東的俾斯麥海，屬於斯考滕群島的一部分，面積3.8平方公里，最高點海拔高度685米。